# Giulietta Capuleti
Giulietta Capuleti (nome originale inglese Juliet Capulet) è la protagonista femminile della storia tragica Romeo e Giulietta, la cui versione più famosa è quella di William Shakespeare. Ella è l'unica figlia dei Capuleti, ricchi commercianti di Verona, ed è cugina di Tebaldo. La Giulietta di Shakespeare è prossima al suo 14º compleanno, essendo nata la vigilia della festa del raccolto "Lammas" (1º agosto), quindi il suo compleanno è il 31 luglio:
Atto I Scena III:
Donna Capuleti: "....Tu sai che mia figlia ha una certa età..."
Nutrice: "Deve compiere i quattordici... quanto manca alla festa del raccolto?"
Donna Capuleti: "Più o meno quindici giorni"
Nutrice: "quando....sarà arrivata la notte della vigilia della festa, lei avrà quattordici anni"
Giulietta è dolce e romantica, sebbene ingenua, non ha ancora avuto esperienze sentimentali e s'innamora perdutamente di Romeo, il figlio della famiglia rivale: i Montecchi. I suoi genitori vorrebbero darla in sposa a un nobile altolocato, ma la ragazza si rifiuta e, dopo alcuni eventi avversi e imperscrutabili, giunge al suicidio.

## La storia secondo Shakespeare
La tragedia di Shakespeare Romeo e Giulietta è una delle storie d'amore più belle e commoventi di ogni tempo. Raccontando l'amore impossibile e travolgente dei due giovani veronesi è entrata ormai nell'immaginario romantico avendo assunto nel tempo un valore simbolico, diventando l'archetipo dell'amore perfetto ma avversato dalla società. 
La storia di Romeo e Giulietta è la storia d'amore per eccellenza; un amore che è più grande di ogni altra cosa e che riesce a scavalcare le leggi dell'odio. Nonostante le rispettive famiglie siano in guerra tra loro, Romeo e Giulietta si innamorano durante un ballo in maschera. Il loro amore è immediato e irresistibile. La sera stessa i due innamorati si dichiarano e decidono di sposarsi di fronte a frate Lorenzo. In seguito a un duello, Romeo viene però esiliato e i due sposi possono vivere così una sola notte d'amore. Per non andare a nozze con un nobile scelto dai genitori, Giulietta berrà una pozione datale dal frate che la farà cadere in una sorta di morte apparente per 42 ore. Ma Romeo non viene avvisato in tempo del piano e, credendo Giulietta morta, la raggiunge nella tomba e si uccide. Quando lei si sveglia, vedendo l'amato ormai esanime, si toglie la vita con il suo pugnale.

## La Giulietta di Luigi Da Porto
Luigi Da Porto, scrittore e storiografo vicentino, scrisse la novella Giulietta e Romeo intorno al 1520, settant'anni prima di Shakespeare. Da Porto fa dire alla madre di Giulietta Capelletti, in un momento tra Pasqua e Pentecoste:
[…] ella deciotto anni questa Santa Eufemia fornì.
La Giulietta di Da Porto ha dunque diciotto anni ed è nata il giorno di Sant'Eufemia. Santa Eufemia cade il 16 settembre, ma in area veneto-padana cadeva anche il 13 aprile. Le possibili date di nascita della Giulietta originale sono quindi due.
A Verona il 16 settembre di ogni anno viene organizzato un evento in costumi medievali nel Cortile Mercato Vecchio, dove si esibiscono musicisti, artisti, falconieri, tamburi e sbandieratori del Palio per festeggiare l'immortale eroina veronese.
Alcuni studi teorizzano che la figura di Giulietta sia ispirata a Lucina Savorgnan, a cui Da Porto dedicò la novella. Il nome, in particolare, sarebbe un diminutivo di quello di Giulia, la sorella maggiore di Lucina, famosa per la sua bellezza.

## Archetipo
Il personaggio di Giulietta ha un destino simile a quello di Tisbe, protagonista di un antico mito babilonese molto conosciuto nella società greca e romana. Anch'ella era innamorata perdutamente di Piramo, tuttavia, a causa dell'odio delle rispettive famiglie, i due sono costretti a pianificare una fuga. Il piano però fallisce e Piramo, credendo che Tisbe sia morta, si pugnala. Poco dopo sul posto giunge la ragazza e vedendo il compagno esanime si trafigge anche lei il petto.